# 舍阿奈比國家公園
35°11′13″N 8°38′11″E / 35.186857°N 8.636255°E
舍阿奈比國家公園是突尼西亞的國家公園，位於該國西部卡塞林省，成立於1980年12月18日，面積67平方公里，有狐、兔、野豬、瞪羚、隼等野生動物棲息。